# Євген Горняк
Євген (Ойген) Горняк (нім. Eugen Hornyák; 22 жовтня 1883, Будапешт — 16 червня 1942, Афіни) — австро-угорський офіцер-підводник, лейтенант лінкора.

## Біографія
В 1904 році вступив на флот. Учасник Першої світової війни. З 6 жовтня по 12 листопада 1915 року — командир підводного човна SM U-16, з 18 січня по 13 вересня 1917 року — SM U-1, з 17 вересня 1917 по 12 січня 1918 року — SM U-11, з 7 лютого по 31 жовтня 1918 року — SM U-43.

## Звання
- Лейтенант фрегата (1 листопада 1909)
- Лейтенант лінкора (1 січня 1914)

## Нагороди
- Ювілейний хрест
- Срібна медаль «За військові заслуги» (Австро-Угорщина)